# Coupe continentale de hockey sur glace 2014-2015
Navigation
Édition 2013-2014 Édition 2015-2016
La saison 2014-2015 est la dix-huitième édition de la Coupe continentale de hockey sur glace, une compétition européenne de clubs organisée par la Fédération internationale de hockey sur glace (IIHF). Elle débute le 26 septembre 2014. La Super finale se tient du 9 au 11 janvier 2015.

## Présentation
Dix-sept équipes venant d'autant de pays prennent part à la compétition.
La compétition se divise en quatre phases de groupes. L'entrée en lice des équipes se fait selon le niveau de chacune.
Chaque groupe est composé de quatre équipes et est organisé par l'une d'entre elles. Il se déroule sous la forme d'un championnat à rencontre simple. Aux premier et deuxième tours, seul le vainqueur de chaque groupe se qualifie pour le tour suivant tandis que les deux premiers de chaque groupe du troisième tour se qualifient pour la finale. Le vainqueur de la Coupe continentale 2014-2015 obtient une place pour la saison 2015-2016 de la Ligue des champions.
La répartition des points est la suivante :
- 3 points pour une victoire dans le temps réglementaire
- 2 points pour une victoire en prolongation ou aux tirs de fusillade
- 1 point pour une défaite en prolongation ou aux tirs de fusillade
- 0 point pour une défaite dans le temps réglementaire

| Tour           | Dates           | Groupe   | Lieu                                       | Participants                                                                  |
| -------------- | --------------- | -------- | ------------------------------------------ | ----------------------------------------------------------------------------- |
| Premier tour   | 26-28 septembre | Groupe A | Palais des sports d'hiver Sofia Bulgarie   | HK CSKA Sofia CG Puigcerdà HK Beostar Belgrade İzmir Büyükşehir Belediyesi SK |
| Deuxième tour  | 17-19 octobre   | Groupe B | Eisarena Bremerhaven Bremerhaven Allemagne | Fischtown Pinguins Belfast Giants Tilburg Trappers HK CSKA Sofia              |
| Deuxième tour  | 17-19 octobre   | Groupe C | Patinoarul Olimpic Brașov Roumanie         | ASC Corona Brașov KH Sanok Dunaújvárosi Acélbikák HK Prizma Riga              |
| Troisième tour | 21-23 novembre  | Groupe D | Arena Ritten Renon Italie                  | Ritten Sport Herning Blue Fox HK Ertis Pavlodar Fischtown Pinguins            |
| Troisième tour | 21-23 novembre  | Groupe E | Patinoire du Haras Angers France           | Ducs d'Angers HK Nioman Hrodna KH Sanok Belfast Giants                        |
| Super finale   | 9-11 janvier    | Groupe F | Eisarena Bremerhaven Bremerhaven Allemagne | HK Ertis Pavlodar Ducs d'Angers Fischtown Pinguins HK Nioman Hrodna           |

## Premier tour — Groupe A
Le premier tour se déroule du 26 au 28 septembre 2014. Le Groupe A a lieu à Sofia en Bulgarie.
| 26 septembre 2014 | HK Beostar Belgrade | 20-2 (7-2, 9-0, 4-0) | İzmir Büyükşehir Belediyesi SK | Palais des sports d'hiver 75 spectateurs |

| Feuille de match  | Feuille de match | Feuille de match                                                                                   | Feuille de match                                                  | Feuille de match                                               |
| ----------------- | --- | -------------------------------------------------------------------------------------------------- | ----------------------------------------------------------------- | -------------------------------------------------------------- |
|                   | Petrović (Glavonjić, Kerezović) — 1 min 57 s (SN) - Kerezović (Lazarević) — 4 min 12 s Kolarić (Kerezović) — 8 min 4 s (SN) Kinkor (Vučurević) — 10 min 3 s (IN) Glavonjić (Lazarević, Kerezović) — 14 min 26 s (SN) Vučurević (Kinkor) — 15 min 42 s - Vučurević (Petrović, Gnitko) — 18 min 42 s Kerezović (Glavonjić) — 21 min 9 s (IN) Vučurević (Gnitko, Kinkor) — 23 min 44 s (SN) Kinkor (Gnitko, Vučurević) — 23 min 59 s Kinkor (Gnitko, Vučurević) — 26 min 54 s Novaković (Kolarić) — 34 min 22 s (IN) Trajković (Tadić, Vučurević) — 36 min 2 s (SN) Kinkor (Vučurević, Petrović) — 36 min 51 s (2 SN) Kinkor (Vučurević, Kerezović) — 37 min 43 s (SN) Gnitko (Kolarić) — 39 min 48 s Gnitko (Kinkor, Vučurević) — 41 min 18 s Lazarević (Glavonjić, Kerezović) — 45 min 40 s (SN) Gnitko (Trajković, Kinkor) — 47 min 25 s (SN) Kinkor — 55 min 17 s (TP) | 1-0 1-1 2-1 3-1 4-1 5-1 6-1 6-2 7-2 8-2 9-2 10-2 11-2 12-2 13-2 14-2 15-2 16-2 17-2 18-2 19-2 20-2 | - Akay (Coskun) — 2 min 32 s - Gumus (Halil) — 16 min 49 s (SN) - | Arbitrage : Andrejs Kudrjašovs Luchezar Stoyanov Tzvelko Tanev |
| Arsenije Ranković | Gardiens | Nevzat Altun Cuneyt Ergenc                                                                         |                                                                   | Arbitrage : Andrejs Kudrjašovs Luchezar Stoyanov Tzvelko Tanev |
| 18 min            | Pénalités | 24 min                                                                                             |                                                                   | Arbitrage : Andrejs Kudrjašovs Luchezar Stoyanov Tzvelko Tanev |
| 86                | Tirs | 34                                                                                                 |                                                                   | Arbitrage : Andrejs Kudrjašovs Luchezar Stoyanov Tzvelko Tanev |

| 26 septembre 2014 | HK CSKA Sofia | 3-2 (1-0, 2-0, 0-2) | CG Puigcerdà | Palais des sports d'hiver 500 spectateurs |

| Feuille de match   | Feuille de match | Feuille de match    | Feuille de match                                                   | Feuille de match                                            |
| ------------------ | --- | ------------------- | ------------------------------------------------------------------ | ----------------------------------------------------------- |
|                    | Stefanech (Kaikl) — 13 min 31 s Iskrenov (Boïko, Holubek) — 35 min 16 s Yotov (Moukhatchiov, Muhachev) — 36 min 34 s - | 1-0 2-0 3-0 3-1 3-2 | - Kulikov (Morer) — 44 min 4 s (SN) Ružička (Škovira) — 58 min 8 s | Arbitrage : Luka Kamsek Mikulash Furnadziev Tomas Lauksedis |
| Sergueï Klimentiev | Gardiens | Andrej Beliansky    |                                                                    | Arbitrage : Luka Kamsek Mikulash Furnadziev Tomas Lauksedis |
| 10 min             | Pénalités | 4 min               |                                                                    | Arbitrage : Luka Kamsek Mikulash Furnadziev Tomas Lauksedis |
| 36                 | Tirs | 30                  |                                                                    | Arbitrage : Luka Kamsek Mikulash Furnadziev Tomas Lauksedis |

| 27 septembre 2014 | CG Puigcerdà | 5-1 (1-0, 1-0, 3-1) | HK Beostar Belgrade | Palais des sports d'hiver 95 spectateurs |

| Feuille de match | Feuille de match | Feuille de match        | Feuille de match                          | Feuille de match                                                |
| ---------------- | --- | ----------------------- | ----------------------------------------- | --------------------------------------------------------------- |
|                  | Kulikov (Pedraz, Barnola) — 9 min 42 s (SN) Škovira (Gabris) — 37 min 24 s Pedraz (Kotlarik) — 48 min 18 s (IN) Ružička (Piñar) — 51 min 50 s Morer (Gabris, Ružička) — 52 min 17 s - | 1-0 2-0 3-0 4-0 5-0 5-1 | - Vukicević (Gnitko, Kinkor) — 53 min 9 s | Arbitrage : Trpimir Piragić Mikulash Furnadziev Tomas Lauksedis |
| Andrej Beliansky | Gardiens | Arsenije Ranković       |                                           | Arbitrage : Trpimir Piragić Mikulash Furnadziev Tomas Lauksedis |
| 10 min           | Pénalités | 22 min                  |                                           | Arbitrage : Trpimir Piragić Mikulash Furnadziev Tomas Lauksedis |
| 43               | Tirs | 38                      |                                           | Arbitrage : Trpimir Piragić Mikulash Furnadziev Tomas Lauksedis |

| 27 septembre 2014 | İzmir Büyükşehir Belediyesi SK | 3-19 (1-6, 1-7, 1-6) | HK CSKA Sofia | Palais des sports d'hiver 553 spectateurs |

| Feuille de match | Feuille de match                                                                                                   | Feuille de match                                                                                    | Feuille de match | Feuille de match                                               |
| ---------------- | --- | --------------------------------------------------------------------------------------------------- | --- | -------------------------------------------------------------- |
|                  | - Uzunali (Halil) — 14 min 31 s - Gumus (Baykan) — 36 min 58 s (2 SN) - Baykan (Halil, Gumus) — 52 min 54 s (SN) - | 0-1 0-2 0-3 0-4 1-4 1-5 1-6 1-7 1-8 1-9 1-10 1-11 1-12 1-13 2-13 2-14 2-15 2-16 2-17 3-17 3-18 3-19 | Mendel (Yotov, Johnsson) — 3 min 23 s Bozhanov (Johnsson, Yotov) — 6 min 31 s (SN) Mendel — 11 min 26 s A. Simo (K. Simo, Stefanech) — 12 min 45 s (SN) - Johnson (Yotov, Mendel) — 15 min 31 s Dusicka (Kaikl, K. Simo) — 17 min 35 s Holubek (Mendel) — 22 min 21 s Bozhanov (Yotov, Johnsson) Holubek (Batora, Mendel) — 24 min 33 s Muhachev (Yotov, A. Simo) — 26 min 30 s Mendel (Holubek, Batora) — 26 min 59 s Yotov (Muhachev) — 29 min 23 s Iskrenov (Boïko) — 33 min 55 s (SN) - Boyadjiev (Mihov) — 44 min 11 s Monov (Johnsson, Mendel) — 45 min 17 s Batora (Iskrenov) — 46 min 46 s Iskrenov (Bozhanov) — 51 min 24 s - Johnsson (Mendel) — 54 min 12 s Mendel (Batora, Boyadjiev) — 56 min 1 s | Arbitrage : Andrejs Kudrjašovs Luchezar Stoyanov Tzvelko Tanev |
| Cuneyt Ergenc    | Gardiens | Nikola Nikolov                                                                                      | | Arbitrage : Andrejs Kudrjašovs Luchezar Stoyanov Tzvelko Tanev |
| 20 min           | Pénalités | 20 min                                                                                              | | Arbitrage : Andrejs Kudrjašovs Luchezar Stoyanov Tzvelko Tanev |
| 24               | Tirs | 79                                                                                                  | | Arbitrage : Andrejs Kudrjašovs Luchezar Stoyanov Tzvelko Tanev |

| 28 septembre 2014 | İzmir Büyükşehir Belediyesi SK | 1-20 (0-6, 0-7, 1-7) | CG Puigcerdà | Palais des sports d'hiver 99 spectateurs |

| Feuille de match           | Feuille de match             | Feuille de match                                                                                | Feuille de match | Feuille de match                                            |
| -------------------------- | ---------------------------- | ----------------------------------------------------------------------------------------------- | --- | ----------------------------------------------------------- |
|                            | - Halil — 44 min 46 s (SN) - | 0-1 0-2 0-3 0-4 0-5 0-6 0-7 0-8 0-9 0-10 0-11 0-12 0-13 1-13 1-14 1-15 1-16 1-17 1-18 1-19 1-20 | Paul (Salegui) — 2 min Pedraz (Piñar) — 3 min 36 s Hilario (Ružička) — 6 min 6 s (SN) Barnola (Pedraz) — 10 min 31 s Hilario (Ružička) — 16 min 13 s Škovira (Hilario) — 19 min 42 s (SN) Škovira (Gabris) — 20 min 46 s Pedraz (Hilario) — 23 min 7 s (IN) Škovira (Gabris, Ružička) — 26 min 16 s Pedraz — 26 min 50 s (SN) Ribot-Tona (Gabris) — 27 min 39 s Škovira (Ružička, Kelvey-Brown) — 37 min 53 s (SN) Ribot-Tona (Salegui) — 39 min 6 s - Salegui (Ribot-Tona, Granell) — 45 min 4 s Škovira — 46 min 19 s Barnola (Ribot-Tona) — 52 min 46 s (SN) Granell (Salegui, Ribot-Tona) — 54 min 16 s Kelvey-Brown (Škovira, Gabris) — 55 min 35 s Morer (Pedraz) — 56 min 22 s Ružička (Hilario) — 58 min 36 s | Arbitrage : Trpimir Piragić Luchezar Stoyanov Tzvelko Tanev |
| Cuneyt Ergenc Nevzat Altun | Gardiens                     | Óscar González Peinado                                                                          | | Arbitrage : Trpimir Piragić Luchezar Stoyanov Tzvelko Tanev |
| 10 min                     | Pénalités                    | 18 min                                                                                          | | Arbitrage : Trpimir Piragić Luchezar Stoyanov Tzvelko Tanev |
| 27                         | Tirs                         | 90                                                                                              | | Arbitrage : Trpimir Piragić Luchezar Stoyanov Tzvelko Tanev |

| 28 septembre 2014 | HK CSKA Sofia | 10-2 (3-0, 3-1, 4-1) | HK Beostar Belgrade | Palais des sports d'hiver 500 spectateurs |

| Feuille de match   | Feuille de match | Feuille de match                                 | Feuille de match                                                                   | Feuille de match                                            |
| ------------------ | --- | ------------------------------------------------ | ---------------------------------------------------------------------------------- | ----------------------------------------------------------- |
|                    | Iskrenov (Muhachev) — 8 min 28 s (2 SN) Iskrenov (Muhachev, Yotov) — 11 min 52 s (SN) Moukhatchiov (Muhachev, Iskrenov) — 14 min 44 s Boïko (Johnsson) — 24 min 45 s Kaikl (Stefanech, Dusicka) — 32 min 52 s - Boïko — 37 min 24 s Dusicka — 42 min 54 s - Dusicka (K. Simo) — 54 min 3 s Stefanech (K. Simo, Kaikl) — 56 min 42 s Boyadjiev (Iskrenov) — 59 min 21 s | 1-0 2-0 3-0 4-0 5-0 5-1 6-1 7-1 7-2 8-2 9-2 10-2 | - Vukicević (Vučurević, Kinkor) — 35 min 52 s - Kinkor (Vučurević) — 46 min 22 s - | Arbitrage : Luka Kamsek Mikulash Furnadziev Tomas Lauksedis |
| Sergueï Klimentiev | Gardiens | Arsenije Ranković                                |                                                                                    | Arbitrage : Luka Kamsek Mikulash Furnadziev Tomas Lauksedis |
| 12 min             | Pénalités | 52 min                                           |                                                                                    | Arbitrage : Luka Kamsek Mikulash Furnadziev Tomas Lauksedis |
| 75                 | Tirs | 35                                               |                                                                                    | Arbitrage : Luka Kamsek Mikulash Furnadziev Tomas Lauksedis |

| Clt   | Équipe                         | PJ | V | VP | D | DP | BP | BC | Diff | Pts |
| ----- | ------------------------------ | -- | - | -- | - | -- | -- | -- | ---- | --- |
| +001, | HK CSKA Sofia                  | 3  | 3 | 0  | 0 | 0  | 32 | 7  | +25  | 9   |
| +002, | CG Puigcerdà                   | 3  | 2 | 0  | 1 | 0  | 27 | 5  | +22  | 6   |
| +003, | HK Beostar Belgrade            | 3  | 1 | 0  | 2 | 0  | 23 | 17 | +6   | 3   |
| +004, | İzmir Büyükşehir Belediyesi SK | 3  | 0 | 0  | 3 | 0  | 6  | 59 | -53  | 0   |

- Qualifié pour le deuxième tour

## Deuxième tour
Le deuxième tour se déroule du 17 au 19 octobre 2014. Suivant le retrait du HK Kompanion Kiev, le meilleur second du deuxième tour se qualifie pour le Groupe E du troisième tour.

### Groupe B
Le Groupe B a lieu à Bremerhaven en Allemagne.
| 17 octobre 2014 | Tilburg Trappers | 1-4 (0-1, 0-3, 1-0) | Belfast Giants | Eisarena Bremerhaven 812 spectateurs |

| Feuille de match | Feuille de match                                | Feuille de match    | Feuille de match | Feuille de match                                  |
| ---------------- | ----------------------------------------------- | ------------------- | --- | ------------------------------------------------- |
|                  | - Smid (Bastings, van den Heuvel) — 56 min 11 s | 0-1 0-2 0-3 0-4 1-4 | Keefe (Elfring, Lloyd) — 15 min 59 s (SN) McCutcheon (Mason, Sawada) — 28 min 45 s Brookwell (Shields, K. Phillips) — 29 min 37 s Koompon (Sandrock) — 34 min 16 s (SN) - | Arbitrage : Milan Novak Eugen Berger Jonas Merten |
| Ian Meierdres    | Gardiens                                        | Stephen Murphy      | | Arbitrage : Milan Novak Eugen Berger Jonas Merten |
| 10 min           | Pénalités                                       | 10 min              | | Arbitrage : Milan Novak Eugen Berger Jonas Merten |
| 30               | Tirs                                            | 40                  | | Arbitrage : Milan Novak Eugen Berger Jonas Merten |

| 17 octobre 2014 | HK CSKA Sofia | 2-6 (0-1, 1-1, 1-4) | Fischtown Pinguins | Eisarena Bremerhaven 1 395 spectateurs |

| Feuille de match   | Feuille de match                                                                      | Feuille de match                | Feuille de match | Feuille de match                                               |
| ------------------ | ------------------------------------------------------------------------------------- | ------------------------------- | --- | -------------------------------------------------------------- |
|                    | - Johnsson (Holubek) — 38 min 14 s - Antipov (Bykov, Lioubouchine) — 51 min 21 s (SN) | 0-1 0-2 1-2 1-3 1-4 1-5 1-6 2-6 | Hafenrichter (Dronia, Hooton) — 46 s (SN) Cook (Bombis, McPherson) — 27 min 56 s - Beck (Telioukine) — 42 min 59 s Cook (McPherson, Telioukine) — 44 min 16 s Cook (Telioukine, Hafenrichter) — 46 min 27 s (2 SN) Dejdar (Bombis, Hooton) — 50 min 45 s - | Arbitrage : Laurent Garbay Jan Christian Müller Markus Seessle |
| Sergueï Klimentiev | Gardiens                                                                              | Jonas Langmann                  | | Arbitrage : Laurent Garbay Jan Christian Müller Markus Seessle |
| 18 min             | Pénalités                                                                             | 16 min                          | | Arbitrage : Laurent Garbay Jan Christian Müller Markus Seessle |
| 29                 | Tirs                                                                                  | 48                              | | Arbitrage : Laurent Garbay Jan Christian Müller Markus Seessle |

| 18 octobre 2014 | Belfast Giants | 6-2 (2-1, 2-1, 2-0) | HK CSKA Sofia | Eisarena Bremerhaven 903 spectateurs |

| Feuille de match | Feuille de match | Feuille de match                | Feuille de match                                                        | Feuille de match                                               |
| ---------------- | --- | ------------------------------- | ----------------------------------------------------------------------- | -------------------------------------------------------------- |
|                  | Lloyd (Shields, Peacock) — 15 min 10 s (SN) Garside (K. Phillips, D. Phillips) — 18 min 41 s - Lloyd (Peacock, Elfring) — 30 min 16 s (SN) Mason (Kompon, Sandrock) — 32 min 5 s (SN) - Kompon (McCutcheon, Sawada) — 46 min 7 s Elfring (Lloyd, Keefe) — 55 min 11 s (IN) | 1-0 2-0 2-1 3-1 4-1 4-2 5-2 6-2 | - Antipov (Vlasenkov) — 19 min 50 s - Muhachev (Kvasha) — 39 min 57 s - | Arbitrage : Laurent Garbay Jan Christian Müller Markus Seessle |
| Stephen Murphy   | Gardiens | Sergueï Klimentiev              |                                                                         | Arbitrage : Laurent Garbay Jan Christian Müller Markus Seessle |
| 8 min            | Pénalités | 14 min                          |                                                                         | Arbitrage : Laurent Garbay Jan Christian Müller Markus Seessle |
| 53               | Tirs | 22                              |                                                                         | Arbitrage : Laurent Garbay Jan Christian Müller Markus Seessle |

| 18 octobre 2014 | Fischtown Pinguins | 4-0 (0-0, 3-0, 1-0) | Tilburg Trappers | Eisarena Bremerhaven 1 433 spectateurs |

| Feuille de match | Feuille de match | Feuille de match           | Feuille de match | Feuille de match                                    |
| ---------------- | --- | -------------------------- | ---------------- | --------------------------------------------------- |
|                  | Hafenrichter (Hooton) — 28 min 28 s (IN) Cook (Bombis, Dronia) — 32 min 2 s (SN) Kopecký (Cook, Martinelli) — 39 min 25 s (2 SN) Cook (Hooton, Dronia) — 46 min 38 s (SN) | 1-0 2-0 3-0 4-0            | -                | Arbitrage : Stefan Siegel Eugen Berger Jonas Merten |
| Brett Jager      | Gardiens | Ian Meierdres Deniz Mollen |                  | Arbitrage : Stefan Siegel Eugen Berger Jonas Merten |
| 20 min           | Pénalités | 16 min                     |                  | Arbitrage : Stefan Siegel Eugen Berger Jonas Merten |
| 28               | Tirs | 20                         |                  | Arbitrage : Stefan Siegel Eugen Berger Jonas Merten |

| 19 octobre 2014 | HK CSKA Sofia | 4-5 (2-1, 1-0, 1-4) | Tilburg Trappers | Eisarena Bremerhaven 796 spectateurs |

| Feuille de match   | Feuille de match | Feuille de match                    | Feuille de match | Feuille de match                                              |
| ------------------ | --- | ----------------------------------- | --- | ------------------------------------------------------------- |
|                    | Yotov (Kvasha, Johnsson) — 6 min 2 s Yotov (Johnsson) — 9 min 54 s - Kaikl (Dusicka) — 31 min 56 s (SN) - Vlasenkov (Muhachev) — 44 min 45 s - | 1-0 2-0 2-1 3-1 3-2 4-2 4-3 4-4 4-5 | - Hogg (Bastings, van den Heuvel) — 10 min 30 s - Teunissen (van den Heuvel) — 43 min 56 s - de Ruijter (Mason) — 47 min 21 s Hagermeijer (Bastings, Smid) — 50 min 24 s van den Heuvel (Bastings, Hagermeijer) — 59 min 30 s | Arbitrage : Stefan Siegel Jan Christian Müller Markus Seessle |
| Sergueï Klimentiev | Gardiens | Ian Meierdres Deniz Mollen          | | Arbitrage : Stefan Siegel Jan Christian Müller Markus Seessle |
| 16 min             | Pénalités | 24 min                              | | Arbitrage : Stefan Siegel Jan Christian Müller Markus Seessle |
| 26                 | Tirs | 36                                  | | Arbitrage : Stefan Siegel Jan Christian Müller Markus Seessle |

| 19 octobre 2014 | Belfast Giants | 2-4 (1-1, 1-1, 0-2) | Fischtown Pinguins | Eisarena Bremerhaven 1 563 spectateurs |

| Feuille de match | Feuille de match                                                      | Feuille de match        | Feuille de match | Feuille de match                                  |
| ---------------- | --------------------------------------------------------------------- | ----------------------- | --- | ------------------------------------------------- |
|                  | - Kompon (Sandrock, Sawada) — 12 min 28 s (SN) Kompon — 21 min 52 s - | 0-1 1-1 2-1 2-2 2-3 2-4 | Dejdar (Kopecký, Martinelli) — 6 min 57 s (SN) - Kopecký (Hooton, Martinelli) — 38 min 50 s Hooton (Bombis, Cook) — 57 min 29 s (SN) Kopecký (Hooton) — 59 min 59 s (CV) | Arbitrage : Milan Novak Eugen Berger Jonas Merten |
| Stephen Murphy   | Gardiens                                                              | Jonas Langmann          | | Arbitrage : Milan Novak Eugen Berger Jonas Merten |
| 12 min           | Pénalités                                                             | 8 min                   | | Arbitrage : Milan Novak Eugen Berger Jonas Merten |
| 26               | Tirs                                                                  | 34                      | | Arbitrage : Milan Novak Eugen Berger Jonas Merten |

| Clt   | Équipe             | PJ | V | VP | D | DP | BP | BC | Diff | Pts |
| ----- | ------------------ | -- | - | -- | - | -- | -- | -- | ---- | --- |
| +001, | Fischtown Pinguins | 3  | 3 | 0  | 0 | 0  | 14 | 4  | +10  | 9   |
| +002, | Belfast Giants     | 3  | 2 | 0  | 1 | 0  | 12 | 7  | +5   | 6   |
| +003, | Tilburg Trappers   | 3  | 1 | 0  | 2 | 0  | 6  | 12 | -6   | 3   |
| +004, | HK CSKA Sofia      | 3  | 0 | 0  | 3 | 0  | 8  | 17 | -9   | 0   |

- Qualifié pour le troisième tour

### Groupe C
Le Groupe C a lieu à Brașov en Roumanie.
| 17 octobre 2014 | Dunaújvárosi Acélbikák | 2-6 (1-0, 1-3, 0-3) | KH Sanok | Patinoarul Olimpic 500 spectateurs |

| Feuille de match           | Feuille de match                                                  | Feuille de match                | Feuille de match | Feuille de match                                        |
| -------------------------- | ----------------------------------------------------------------- | ------------------------------- | --- | ------------------------------------------------------- |
|                            | Martine (Pavuk) — 1 min 41 s - Azari (Nagy, Kiss) — 26 min 55 s - | 1-0 1-1 1-2 2-2 2-3 2-4 2-5 2-6 | - Pietrus (da Costa) — 22 min 36 s (SN) Pietrus (Richter) — 23 min 30 s - Danton (Knox, Pietrus) — 30 min 6 s Knox (Danton, Richter) — 40 min 54 s (SN) Danton (Knox) — 43 min 54 s Zapała (Vozdecký, Sinagl) — 50 min 9 s | Arbitrage : Alex Lazzeri Alexandru Butucel Attila Csata |
| Jānis Kalniņš Peter Sevela | Gardiens                                                          | Bryan Pitton                    | | Arbitrage : Alex Lazzeri Alexandru Butucel Attila Csata |
| 10 min                     | Pénalités                                                         | 8 min                           | | Arbitrage : Alex Lazzeri Alexandru Butucel Attila Csata |
| 32                         | Tirs                                                              | 33                              | | Arbitrage : Alex Lazzeri Alexandru Butucel Attila Csata |

| 17 octobre 2014 | ASC Corona Brașov | 3-2 (0-2, 3-0, 0-0) | HK Prizma Riga | Patinoarul Olimpic 1 012 spectateurs |

| Feuille de match | Feuille de match | Feuille de match    | Feuille de match                                                                 | Feuille de match                                       |
| ---------------- | --- | ------------------- | -------------------------------------------------------------------------------- | ------------------------------------------------------ |
|                  | - Obšut (Mihály) — 21 min 57 s (SN) Obšut (Mihály) — 28 min 50 s (2 SN) Pyrarenko (Fodor, Saluga) — 29 min 9 s (SN) | 0-1 0-2 1-2 2-2 3-2 | J. Ozoliņš (Brants) — 4 min 26 s (IN) Kurmis (Hvorostiņins) — 19 min 13 s (IN) - | Arbitrage : Petr Amosov Levante Keresztes Botond Redai |
| Patrik Polc      | Gardiens | Edgars Lūsiņš       |                                                                                  | Arbitrage : Petr Amosov Levante Keresztes Botond Redai |
| 14 min           | Pénalités | 20 min              |                                                                                  | Arbitrage : Petr Amosov Levante Keresztes Botond Redai |
| 35               | Tirs | 27                  |                                                                                  | Arbitrage : Petr Amosov Levante Keresztes Botond Redai |

| 18 octobre 2014 | KH Sanok | 2-3 (1-0, 1-2, 0-1) | HK Prizma Riga | Patinoarul Olimpic 520 spectateurs |

| Feuille de match | Feuille de match                                                               | Feuille de match    | Feuille de match | Feuille de match                                        |
| ---------------- | ------------------------------------------------------------------------------ | ------------------- | --- | ------------------------------------------------------- |
|                  | Knox (Danton, Zapała) — 1 min 46 s (SN) - Dutka (Richter) — 36 min 27 s (SN) - | 1-0 1-1 2-1 2-2 2-3 | - Siksnis (Kurmis) — 36 min 4 s (SN) - Pētersons (Hvorostiņins) — 37 min 33 s (2 SN) Lobachev (Grundmanis) — 47 min 12 s | Arbitrage : James Ashton Alexandru Butucel Attila Csata |
| Bryan Pitton     | Gardiens                                                                       | Edgars Lūsiņš       | | Arbitrage : James Ashton Alexandru Butucel Attila Csata |
| 26 min           | Pénalités                                                                      | 28 min              | | Arbitrage : James Ashton Alexandru Butucel Attila Csata |
| 44               | Tirs                                                                           | 40                  | | Arbitrage : James Ashton Alexandru Butucel Attila Csata |

| 18 octobre 2014 | Dunaújvárosi Acélbikák | 2-3 (1-2, 0-1, 1-0) | ASC Corona Brașov | Patinoarul Olimpic 997 spectateurs |

| Feuille de match | Feuille de match                                                                     | Feuille de match    | Feuille de match | Feuille de match                                       |
| ---------------- | ------------------------------------------------------------------------------------ | ------------------- | --- | ------------------------------------------------------ |
|                  | - Galanisz (Azari, Mestyán) — 12 min 9 s (SN) - Pavuk (Azari, Pozsgai) — 47 min 41 s | 0-1 0-2 1-2 1-3 2-3 | Antal (Molnár, Virág) — 6 min 23 s Mihály (Filip, Obšut) — 7 min 26 s (SN) - Nagy (Saluga, Virag) — 36 min 50 s (SN) - | Arbitrage : Petr Amosov Levante Keresztes Botond Redai |
| Petr Sevela      | Gardiens                                                                             | Patrik Polc         | | Arbitrage : Petr Amosov Levante Keresztes Botond Redai |
| 24 min           | Pénalités                                                                            | 12 min              | | Arbitrage : Petr Amosov Levante Keresztes Botond Redai |
| 32               | Tirs                                                                                 | 32                  | | Arbitrage : Petr Amosov Levante Keresztes Botond Redai |

| 19 octobre 2014 | HK Prizma Riga | 2-5 (0-4, 0-1, 2-0) | Dunaújvárosi Acélbikák | Patinoarul Olimpic 236 spectateurs |

| Feuille de match                | Feuille de match                                                                      | Feuille de match            | Feuille de match | Feuille de match                                        |
| ------------------------------- | ------------------------------------------------------------------------------------- | --------------------------- | --- | ------------------------------------------------------- |
|                                 | - Malinovskis (Pētersons) — 55 min 34 s Lobachev (Balakuns, Grundmanis) — 59 min 51 s | 0-1 0-2 0-3 0-4 0-5 1-5 2-5 | Pavuk (Szappanos, Galanisz) — 5 min 38 s Pavuk (Szappanos, Galanisz) — 8 min 28 s Szappanos (Galanisz, Martine) — 13 min 9 s Azari (Kiss) — 18 min 46 s Azari (Kiss) — 37 min 9 s (SN) - | Arbitrage : James Ashton Alexandru Butucel Attila Csata |
| Kārlis Zakrevskis Edgars Lūsiņš | Gardiens                                                                              | Petr Sevela                 | | Arbitrage : James Ashton Alexandru Butucel Attila Csata |
| 16 min                          | Pénalités                                                                             | 16 min                      | | Arbitrage : James Ashton Alexandru Butucel Attila Csata |
| 36                              | Tirs                                                                                  | 38                          | | Arbitrage : James Ashton Alexandru Butucel Attila Csata |

| 19 octobre 2014 | ASC Corona Brașov | 3-4 (1-2, 0-1, 2-1) | KH Sanok | Patinoarul Olimpic 1 552 spectateurs |

| Feuille de match | Feuille de match                                                                                              | Feuille de match            | Feuille de match | Feuille de match                                        |
| ---------------- | --- | --------------------------- | --- | ------------------------------------------------------- |
|                  | - Petres (Márton, Pysarenko) — 14 min 36 s - Petres (Márton) — 50 min 2 s Obšut (Molnár) — 53 min 51 s (SN) - | 0-1 0-2 1-2 1-3 2-3 3-3 3-4 | Vozdecký (Sinagl) — 3 min 2 s Pietrus (Knox, Danton) — 3 min 53 s - Vozdecký (Richter) — 20 min 22 s - Danton (Knox, Turoň) — 56 min 30 s (SN) | Arbitrage : Alex Lazzeri Levante Keresztes Botond Redai |
| Patrik Polc      | Gardiens | Bryan Pitton                | | Arbitrage : Alex Lazzeri Levante Keresztes Botond Redai |
| 10 min           | Pénalités | 10 min                      | | Arbitrage : Alex Lazzeri Levante Keresztes Botond Redai |
| 21               | Tirs | 36                          | | Arbitrage : Alex Lazzeri Levante Keresztes Botond Redai |

| Clt   | Équipe                 | PJ | V | VP | D | DP | BP | BC | Diff | Pts |
| ----- | ---------------------- | -- | - | -- | - | -- | -- | -- | ---- | --- |
| +001, | KH Sanok               | 3  | 2 | 0  | 1 | 0  | 12 | 8  | +4   | 6   |
| +002, | ASC Corona Brașov      | 3  | 2 | 0  | 1 | 0  | 9  | 8  | +1   | 6   |
| +003, | Dunaújvárosi Acélbikák | 3  | 1 | 0  | 2 | 0  | 9  | 11 | -2   | 3   |
| +004, | HK Prizma Riga         | 3  | 1 | 0  | 2 | 0  | 7  | 10 | -3   | 3   |

- Qualifié pour le troisième tour

- Meilleurs joueurs[21]
  - Meilleur gardien de but : Patrik Polc (ASC Corona Brasov)
  - Meilleur défenseur : Jaroslav Obšut (ASC Corona Brasov)
  - Meilleur attaquant : Mike Danton (KH Sanok)

## Troisième tour
Le troisième tour se déroule du 21 au 23 novembre 2014.

### Groupe D
Le Groupe D a lieu à Renon en Italie.
| 21 novembre 2014 | HK Ertis Pavlodar | 3-2 (0-1, 0-1, 3-0) | Fischtown Pinguins | Arena Ritten 1 200 spectateurs |

| Feuille de match | Feuille de match                                                                                 | Feuille de match    | Feuille de match                                                                | Feuille de match                                                              |
| ---------------- | ------------------------------------------------------------------------------------------------ | ------------------- | ------------------------------------------------------------------------------- | ----------------------------------------------------------------------------- |
|                  | - Vorontsov (Čakajík, Hujsa) — 51 min 26 s Ro. Huna — 52 min 35 s (TP) Vak (Hujsa) — 57 min 55 s | 0-1 0-2 1-2 2-2 3-2 | Hafenrichter (Zuravlev) — 44 s Telioukine (Dejdar, Miller) — 22 min 29 s (SN) - | Arbitrage : Jimmy Bergamelli Shane Warschaw Marco Bettarini Matthias Cristeli |
| Marek Pinc       | Gardiens                                                                                         | Jonas Langmann      |                                                                                 | Arbitrage : Jimmy Bergamelli Shane Warschaw Marco Bettarini Matthias Cristeli |
| 12 min           | Pénalités                                                                                        | 8 min               |                                                                                 | Arbitrage : Jimmy Bergamelli Shane Warschaw Marco Bettarini Matthias Cristeli |
| 47               | Tirs                                                                                             | 37                  |                                                                                 | Arbitrage : Jimmy Bergamelli Shane Warschaw Marco Bettarini Matthias Cristeli |

| 21 novembre 2014 | Ritten Sport | 5-1 (1-1, 3-0, 1-0) | Herning Blue Fox | Arena Ritten 2 000 spectateurs |

| Feuille de match | Feuille de match | Feuille de match        | Feuille de match                  | Feuille de match                                                                       |
| ---------------- | --- | ----------------------- | --------------------------------- | -------------------------------------------------------------------------------------- |
|                  | - Tauferer (Motzko, Johansson) — 17 min 49 s Kostner (Ansoldi, Felicetti) — 22 min 3 s Borgatello (Ansoldi, Felicetti) — 27 min 6 s Rissmiller (Borgatello, Tudin) — 36 min 48 s Eisath (Johansson, Borgatello) — 50 min 15 s | 0-1 1-1 2-1 3-1 4-1 5-1 | Backman (Eriksson) — 8 min 59 s - | Arbitrage : Andreas Harnebring Per Gustav Solem Simone Mischiatti Frederico Stefenelli |
| Christopher Holt | Gardiens | Ľuboš Pisár             |                                   | Arbitrage : Andreas Harnebring Per Gustav Solem Simone Mischiatti Frederico Stefenelli |
| 6 min            | Pénalités | 4 min                   |                                   | Arbitrage : Andreas Harnebring Per Gustav Solem Simone Mischiatti Frederico Stefenelli |
| 46               | Tirs | 18                      |                                   | Arbitrage : Andreas Harnebring Per Gustav Solem Simone Mischiatti Frederico Stefenelli |

| 22 novembre 2014 | Herning Blue Fox | 1-4 (1-0, 0-3, 0-1) | HK Ertis Pavlodar | Arena Ritten 570 spectateurs |

| Feuille de match | Feuille de match                                   | Feuille de match    | Feuille de match | Feuille de match                                                              |
| ---------------- | -------------------------------------------------- | ------------------- | --- | ----------------------------------------------------------------------------- |
|                  | Mølgaard (Lauridsen, Nielsen) — 13 min 52 s (SN) - | 1-0 1-1 1-2 1-3 1-4 | - Hujsa (Čakajík) — 20 min 36 s (IN) Ro. Huna (Ri. Huna) — 34 min 21 s Ri. Huna (Čakajík) — 39 min 57 s (SN) Hujsa — 59 min 45 s (CV) | Arbitrage : Per Gustav Solem Shane Warschaw Marco Bettarini Simone Mischiatti |
| Ľuboš Pisár      | Gardiens                                           | Ľuboš Pisár         | | Arbitrage : Per Gustav Solem Shane Warschaw Marco Bettarini Simone Mischiatti |
| 6 min            | Pénalités                                          | 6 min               | | Arbitrage : Per Gustav Solem Shane Warschaw Marco Bettarini Simone Mischiatti |
| 32               | Tirs                                               | 51                  | | Arbitrage : Per Gustav Solem Shane Warschaw Marco Bettarini Simone Mischiatti |

| 22 novembre 2014 | Fischtown Pinguins | 2-1 (TB) (1-0, 0-0, 0-1, 0-0, 1-0) | Ritten Sport | Arena Ritten 1 900 spectateurs |

| Feuille de match | Feuille de match                                        | Feuille de match | Feuille de match               | Feuille de match                                                                       |
| ---------------- | ------------------------------------------------------- | ---------------- | ------------------------------ | -------------------------------------------------------------------------------------- |
|                  | Klöpper (Miller) — 17 min 8 s - McPherson — 65 min (TB) | 1-0 1-1 2-1      | - Ansoldi — 59 min 43 s (SN) - | Arbitrage : Jimmy Bergamelli Andreas Harnebring Matthias Cristeli Frederico Stefenelli |
| Brett Jaeger     | Gardiens                                                | Christopher Holt |                                | Arbitrage : Jimmy Bergamelli Andreas Harnebring Matthias Cristeli Frederico Stefenelli |
| 10 min           | Pénalités                                               | 10 min           |                                | Arbitrage : Jimmy Bergamelli Andreas Harnebring Matthias Cristeli Frederico Stefenelli |
| 25               | Tirs                                                    | 39               |                                | Arbitrage : Jimmy Bergamelli Andreas Harnebring Matthias Cristeli Frederico Stefenelli |

| 23 novembre 2014 | Ritten Sport | 0-4 (0-3, 0-1, 0-0) | HK Ertis Pavlodar | Arena Ritten 1 600 spectateurs |

| Feuille de match | Feuille de match | Feuille de match | Feuille de match | Feuille de match                                                                  |
| ---------------- | ---------------- | ---------------- | --- | --------------------------------------------------------------------------------- |
|                  | -                | 0-1 0-2 0-3 0-4  | Vorontsov (Ro. Huna) — 3 min 5 s Fabuš (Miroshnichenko, Svitana) — 11 min 20 s Svitana (Mlynarovič, Fabuš) — 13 min 23 s Ri. Huna (M. Chovan) — 36 min 55 s (IN) | Arbitrage : Jimmy Bergamelli Per Gustav Solem Matthias Cristeli Simone Mischiatti |
| Christopher Holt | Gardiens         | Ján Chovan       | | Arbitrage : Jimmy Bergamelli Per Gustav Solem Matthias Cristeli Simone Mischiatti |
| 14 min           | Pénalités        | 8 min            | | Arbitrage : Jimmy Bergamelli Per Gustav Solem Matthias Cristeli Simone Mischiatti |
| 29               | Tirs             | 26               | | Arbitrage : Jimmy Bergamelli Per Gustav Solem Matthias Cristeli Simone Mischiatti |

| 23 novembre 2014 | Fischtown Pinguins | 2-1 (1-1, 0-0, 1-0) | Herning Blue Fox | Arena Ritten 550 spectateurs |

| Feuille de match | Feuille de match                                                                    | Feuille de match | Feuille de match                            | Feuille de match                                                                   |
| ---------------- | ----------------------------------------------------------------------------------- | ---------------- | ------------------------------------------- | ---------------------------------------------------------------------------------- |
|                  | - Telioukine (Bombis, McPherson) — 7 min 8 s McPherson (Hafenrichter) — 47 min 25 s | 0-1 1-1 2-1      | Eriksson (K. Jensen, Schell) — 5 min 48 s - | Arbitrage : Andreas Harnebring Shane Warschaw Marco Bettarini Frederico Stefenelli |
| Jonas Langmann   | Gardiens                                                                            | George Sørensen  |                                             | Arbitrage : Andreas Harnebring Shane Warschaw Marco Bettarini Frederico Stefenelli |
| 33 min           | Pénalités                                                                           | 16 min           |                                             | Arbitrage : Andreas Harnebring Shane Warschaw Marco Bettarini Frederico Stefenelli |
| 24               | Tirs                                                                                | 19               |                                             | Arbitrage : Andreas Harnebring Shane Warschaw Marco Bettarini Frederico Stefenelli |

| Clt   | Équipe             | PJ | V | VP | D | DP | BP | BC | Diff | Pts |
| ----- | ------------------ | -- | - | -- | - | -- | -- | -- | ---- | --- |
| +001, | HK Ertis Pavlodar  | 3  | 3 | 0  | 0 | 0  | 11 | 3  | +8   | 9   |
| +002, | Fischtown Pinguins | 3  | 1 | 1  | 1 | 0  | 6  | 5  | +1   | 5   |
| +003, | Ritten Sport       | 3  | 1 | 0  | 1 | 1  | 6  | 7  | -1   | 4   |
| +004, | Herning Blue Fox   | 3  | 0 | 0  | 3 | 0  | 3  | 11 | -8   | 0   |

- Qualifié pour la Super Finale

### Groupe E
Le Groupe E a lieu Angers en France. Le 15 octobre, le club ukrainien HK Kompanion Kiev annonce se retirer de la compétition en raison de difficultés financières. Il est remplacé par le meilleur second du deuxième tour, les Belfast Giants.
| 21 novembre 2014 | Belfast Giants | 1-0 (0-0, 1-0, 0-0) | HK Nioman Hrodna | Patinoire du Haras 214 spectateurs |

| Feuille de match | Feuille de match             | Feuille de match | Feuille de match | Feuille de match                                                    |
| ---------------- | ---------------------------- | ---------------- | ---------------- | ------------------------------------------------------------------- |
|                  | Kompon (Keefe) — 38 min 31 s | 1-0              | -                | Arbitrage : Chris Deweerdt Timo Metsala Yann Furet Guillaume Gielly |
| Carsten Chubak   | Gardiens                     | Maksim Samankov  |                  | Arbitrage : Chris Deweerdt Timo Metsala Yann Furet Guillaume Gielly |
| 33 min           | Pénalités                    | 8 min            |                  | Arbitrage : Chris Deweerdt Timo Metsala Yann Furet Guillaume Gielly |
| 26               | Tirs                         | 33               |                  | Arbitrage : Chris Deweerdt Timo Metsala Yann Furet Guillaume Gielly |

| 21 novembre 2014 | KH Sanok | 0-4 (0-1, 0-2, 0-1) | Ducs d'Angers | Patinoire du Haras 838 spectateurs |

| Feuille de match | Feuille de match | Feuille de match     | Feuille de match | Feuille de match                                                        |
| ---------------- | ---------------- | -------------------- | --- | ----------------------------------------------------------------------- |
|                  | -                | 0-1 0-2 0-3 0-4      | Campbell (Walls) — 5 min 27 s Griet (Aubé, Campbell) — 22 min 45 s Crowder (Gaborit, Tifu) — 32 min 45 s (SN) Campbell (Mrena, Lévèque) — 42 min 3 s | Arbitrage : Bastian Haupt Yurly Oskirko Gwilherm Margry Gabriel Pointel |
| Bryan Pitton     | Gardiens         | Jean-Sébastien Aubin | | Arbitrage : Bastian Haupt Yurly Oskirko Gwilherm Margry Gabriel Pointel |
| 12 min           | Pénalités        | 10 min               | | Arbitrage : Bastian Haupt Yurly Oskirko Gwilherm Margry Gabriel Pointel |
| 26               | Tirs             | 28                   | | Arbitrage : Bastian Haupt Yurly Oskirko Gwilherm Margry Gabriel Pointel |

| 22 novembre 2014 | HK Nioman Hrodna | 2-0 (1-0, 1-0, 0-0) | KH Sanok | Patinoire du Haras 515 spectateurs |

| Feuille de match | Feuille de match                                                        | Feuille de match | Feuille de match | Feuille de match                                                    |
| ---------------- | ----------------------------------------------------------------------- | ---------------- | ---------------- | ------------------------------------------------------------------- |
|                  | Khomko (Kravchenko) — 4 min 15 s Malyavko (Malyavka) — 31 min 21 s (SN) | 1-0 2-0          | -                | Arbitrage : Chris Deweerdt Bastian Haupt Yann Furet Gwilherm Margry |
| Maksim Samankov  | Gardiens                                                                | Bryan Pitton     |                  | Arbitrage : Chris Deweerdt Bastian Haupt Yann Furet Gwilherm Margry |
| 16 min           | Pénalités                                                               | 20 min           |                  | Arbitrage : Chris Deweerdt Bastian Haupt Yann Furet Gwilherm Margry |
| 31               | Tirs                                                                    | 28               |                  | Arbitrage : Chris Deweerdt Bastian Haupt Yann Furet Gwilherm Margry |

| 22 novembre 2014 | Ducs d'Angers | 2-1 (2-0, 0-0, 0-1) | Belfast Giants | Patinoire du Haras 1 064 spectateurs |

| Feuille de match     | Feuille de match                                                      | Feuille de match | Feuille de match                             | Feuille de match                                                        |
| -------------------- | --------------------------------------------------------------------- | ---------------- | -------------------------------------------- | ----------------------------------------------------------------------- |
|                      | Cambbell (Walls) — 2 min 55 s (IN) Campbell (Skinnars) — 13 min 2 s - | 1-0 2-0 2-1      | - Elfring (Shields, Westgarth) — 59 min 33 s | Arbitrage : Timo Metsala Yurly Oskirko Guillaume Gielly Gabriel Pointel |
| Jean-Sébastien Aubin | Gardiens                                                              | Carsten Chubak   |                                              | Arbitrage : Timo Metsala Yurly Oskirko Guillaume Gielly Gabriel Pointel |
| 14 min               | Pénalités                                                             | 10 min           |                                              | Arbitrage : Timo Metsala Yurly Oskirko Guillaume Gielly Gabriel Pointel |
| 26                   | Tirs                                                                  | 35               |                                              | Arbitrage : Timo Metsala Yurly Oskirko Guillaume Gielly Gabriel Pointel |

| 23 novembre 2014 | KH Sanok | 3-5 (0-1, 3-2, 0-2) | Belfast Giants | Patinoire du Haras 570 spectateurs |

| Feuille de match | Feuille de match | Feuille de match                | Feuille de match | Feuille de match                                                    |
| ---------------- | --- | ------------------------------- | --- | ------------------------------------------------------------------- |
|                  | - Knox (Williams, Danton) — 20 min 28 s (SN) Kostecki (Endál) — 24 min 20 s - Pietrus (Danton, Dutka) — 37 min 29 s - | 0-1 1-1 2-1 2-2 3-2 3-3 3-4 3-5 | Cheverie (Elfring) — 16 min 8 s - Kompon — 35 min 17 s - Lloyd (Kompon) — 39 min 26 s McCutcheon (Peacock, Elfring) — 51 min 59 s (SN) Keefe — 59 min 27 s (CV) | Arbitrage : Chris Deweerdt Yurly Oskirko Yann Furet Gabriel Pointel |
| Bryan Pitton     | Gardiens | Carsten Chubak                  | | Arbitrage : Chris Deweerdt Yurly Oskirko Yann Furet Gabriel Pointel |
| 22 min           | Pénalités | 10 min                          | | Arbitrage : Chris Deweerdt Yurly Oskirko Yann Furet Gabriel Pointel |
| 29               | Tirs | 30                              | | Arbitrage : Chris Deweerdt Yurly Oskirko Yann Furet Gabriel Pointel |

| 23 novembre 2014 | Ducs d'Angers | 3-4 (2-3, 1-1, 0-0) | HK Nioman Hrodna | Patinoire du Haras 1 022 spectateurs |

| Feuille de match | Feuille de match | Feuille de match            | Feuille de match | Feuille de match                                                        |
| ---------------- | --- | --------------------------- | --- | ----------------------------------------------------------------------- |
|                  | Lefebvre (Busto, Campbell) — 1 min 37 s (SN) - Skinnars (Campbell, Walls) — 16 min 6 s - Busto (Tifu, Crowder) — 28 min 27 s | 1-0 1-1 2-1 2-2 2-3 2-4 3-4 | - Nazarevich (Malyavko, Širokovs) — 2 min 50 s (SN) - Lisichkin (Seman, Boyarchuk) — 16 min 18 s Mikhailov — 20 min Stepanov (Pantsyrev, 25) — 44 s (IN) | Arbitrage : Bastian Haupt Timo Metsala Guillaume Gielly Gwilherm Margry |
| Alexis Neau      | Gardiens | Maksim Samankov             | | Arbitrage : Bastian Haupt Timo Metsala Guillaume Gielly Gwilherm Margry |
| 14 min           | Pénalités | 12 min                      | | Arbitrage : Bastian Haupt Timo Metsala Guillaume Gielly Gwilherm Margry |
| 22               | Tirs | 27                          | | Arbitrage : Bastian Haupt Timo Metsala Guillaume Gielly Gwilherm Margry |

| Clt   | Équipe           | PJ | V | VP | D | DP | BP | BC | Diff | Pts |
| ----- | ---------------- | -- | - | -- | - | -- | -- | -- | ---- | --- |
| +001, | Ducs d'Angers    | 3  | 2 | 0  | 1 | 0  | 9  | 5  | +4   | 6   |
| +002, | HK Nioman Hrodna | 3  | 2 | 0  | 1 | 0  | 6  | 4  | +2   | 6   |
| +003, | Belfast Giants   | 3  | 2 | 0  | 1 | 0  | 7  | 5  | +2   | 6   |
| +004, | KH Sanok         | 3  | 0 | 0  | 3 | 0  | 3  | 11 | -8   | 0   |

- Qualifié pour la Super Finale

- Meilleurs joueurs[36]
  - Meilleur gardien de but : Jean-Sébastien Aubin (Ducs d'Angers)
  - Meilleur défenseur : Andrei Korshunov (HK Nioman Hrodna)
  - Meilleur attaquant : Cody Campbell (Ducs d'Angers)

## Super Finale
La finale se déroule du 9 au 11 janvier 2015.
| 9 janvier 2015 | Ducs d'Angers | 0-5 (0-3, 0-2, 0-0) | HK Nioman Hrodna | Eisarena Bremerhaven 691 spectateurs |

| Feuille de match                 | Feuille de match | Feuille de match    | Feuille de match | Feuille de match                                                        |
| -------------------------------- | ---------------- | ------------------- | --- | ----------------------------------------------------------------------- |
|                                  | -                | 0-1 0-2 0-3 0-4 0-5 | A. Malyavko (Medvedev) — 57 s Korshunov (Stapanov) — 4 min 17 s (SN) Korshunov (Lastovetsky, Nazarevich) — 13 min 11 s Lastovetsky (Mikhailov) — 32 min 7 s Širokovs (Medvedev) — 35 min 15 s | Arbitrage : Péter Gebei Aleksi Rantala Lukas Kohlmüller Thorsten Lajoie |
| Jean-Sébastien Aubin Alexis Neau | Gardiens         | Maksim Samankov     | | Arbitrage : Péter Gebei Aleksi Rantala Lukas Kohlmüller Thorsten Lajoie |
| 30 min                           | Pénalités        | 8 min               | | Arbitrage : Péter Gebei Aleksi Rantala Lukas Kohlmüller Thorsten Lajoie |
| 19                               | Tirs             | 35                  | | Arbitrage : Péter Gebei Aleksi Rantala Lukas Kohlmüller Thorsten Lajoie |

| 9 janvier 2015 | Fischtown Pinguins | 5-4 (1-2, 2-0, 2-2) | HK Ertis Pavlodar | Eisarena Bremerhaven 2 675 spectateurs |

| Feuille de match | Feuille de match | Feuille de match                    | Feuille de match | Feuille de match                                                   |
| ---------------- | --- | ----------------------------------- | --- | ------------------------------------------------------------------ |
|                  | Hafenrichter (Bombis, Cook) — 1 min 55 s (SN) - Miller — 27 min 11 s (IN) Bombis (Miller, Beck) — 30 min 40 s McPherson — 46 min 18 s - Dejdar (Bombis, Slaton) — 58 min 40 s | 1-0 1-1 1-2 2-2 3-2 4-2 4-3 4-4 5-4 | - Vak (Hujsa) — 4 min 20 s (SN) Ri. Huna (Ro. Huna, Grman) — 16 min 11 s - Troshchinsky (Miroshnichenko) — 50 min 20 s Miroshnichenko (Vak) — 55 min 21 s - | Arbitrage : Danny Kurmann Timothy Mayer Roman Kaderli Peter Sefcik |
| Benjamin Meisner | Gardiens | Marek Pinc                          | | Arbitrage : Danny Kurmann Timothy Mayer Roman Kaderli Peter Sefcik |
| 12 min           | Pénalités | 12 min                              | | Arbitrage : Danny Kurmann Timothy Mayer Roman Kaderli Peter Sefcik |
| 19               | Tirs | 31                                  | | Arbitrage : Danny Kurmann Timothy Mayer Roman Kaderli Peter Sefcik |

| 10 janvier 2015 | HK Ertis Pavlodar | 2-4 (0-1, 2-0, 0-3) | Ducs d'Angers | Eisarena Bremerhaven 845 spectateurs |

| Feuille de match | Feuille de match                                                                           | Feuille de match        | Feuille de match | Feuille de match                                                       |
| ---------------- | ------------------------------------------------------------------------------------------ | ----------------------- | --- | ---------------------------------------------------------------------- |
|                  | - Ri. Huna (Rehak, Klemeshov) — 21 min 43 s Ri. Huna (Klemeshov, Ro. Huna) — 26 min 40 s - | 0-1 1-1 2-1 2-2 2-3 2-4 | Crowder (Busto, Skinnars) — 16 min 16 s - Albert (Lévèque) — 41 min 53 s Skinnars (Campbell, Lahesalu) — 42 min 43 s Tifu (Bisaillon, Skinnars) — 43 min 28 s (SN) | Arbitrage : Eduards Odins Aleksi Rantala Andreas Flad Lukas Kohlmüller |
| Ján Chovan       | Gardiens                                                                                   | Jean-Sébastien Aubin    | | Arbitrage : Eduards Odins Aleksi Rantala Andreas Flad Lukas Kohlmüller |
| 6 min            | Pénalités                                                                                  | 8 min                   | | Arbitrage : Eduards Odins Aleksi Rantala Andreas Flad Lukas Kohlmüller |
| 33               | Tirs                                                                                       | 28                      | | Arbitrage : Eduards Odins Aleksi Rantala Andreas Flad Lukas Kohlmüller |

| 10 janvier 2015 | HK Nioman Hrodna | 6-2 (2-0, 3-1, 1-1) | Fischtown Pinguins | Eisarena Bremerhaven 3 025 spectateurs |

| Feuille de match | Feuille de match | Feuille de match                | Feuille de match                                                                 | Feuille de match                                                   |
| ---------------- | --- | ------------------------------- | -------------------------------------------------------------------------------- | ------------------------------------------------------------------ |
|                  | Lisichkin (Korshunov) — 2 min 22 s Lastovetsky (Korshunov) — 14 min 53 s (SN) Kristek (Korshunov) — 25 min 9 s - Kristek (Nazarevich, A. Malyavko) — 32 min 45 s Korshunov (Osipov, Seman) — 34 min 21 s - S. Malyavko (A. Malyavko) — 55 min 44 s | 1-0 2-0 3-0 3-1 4-1 5-1 5-2 6-2 | - Miller (Beck) — 27 min 37 s (2 SN) - Kopecký (Dejdar, Schmidt) — 48 min 32 s - | Arbitrage : Péter Gebei Timothy Mayer Henrik Pihlblad Peter Sefcik |
| Maksim Samankov  | Gardiens | Brett Jaeger                    |                                                                                  | Arbitrage : Péter Gebei Timothy Mayer Henrik Pihlblad Peter Sefcik |
| 16 min           | Pénalités | 16 min                          |                                                                                  | Arbitrage : Péter Gebei Timothy Mayer Henrik Pihlblad Peter Sefcik |
| 20               | Tirs | 17                              |                                                                                  | Arbitrage : Péter Gebei Timothy Mayer Henrik Pihlblad Peter Sefcik |

| 11 janvier 2015 | HK Ertis Pavlodar | 3-4 (TB) (1-1, 1-2, 1-0, 0-0, 0-1) | HK Nioman Hrodna | Eisarena Bremerhaven 1 017 spectateurs |

| Feuille de match | Feuille de match                                                                               | Feuille de match            | Feuille de match | Feuille de match                                                     |
| ---------------- | ---------------------------------------------------------------------------------------------- | --------------------------- | --- | -------------------------------------------------------------------- |
|                  | Ri. Huna (Zálešák) — 14 min 45 s - Fabuš — 34 min 16 s M. Chovan (Zálešák) — 54 min 8 s (SN) - | 1-0 1-1 1-2 1-3 2-3 3-3 3-4 | - Širokovs (Korshunov) — 17 min 30 s (SN) Stepanov (Boyarchuk, Korsakov) — 21 min 31 s Khomko (Korshunov) — 30 min 59 s (SN) - Širokovs — 65 min (TB) | Arbitrage : Timothy Mayer Eduards Odins Andreas Flad Thorsten Lajoie |
| Marek Pinc       | Gardiens                                                                                       | Yan Shelepnyov              | | Arbitrage : Timothy Mayer Eduards Odins Andreas Flad Thorsten Lajoie |
| 12 min           | Pénalités                                                                                      | 6 min                       | | Arbitrage : Timothy Mayer Eduards Odins Andreas Flad Thorsten Lajoie |
| 29               | Tirs                                                                                           | 24                          | | Arbitrage : Timothy Mayer Eduards Odins Andreas Flad Thorsten Lajoie |

| 11 janvier 2015 | Fischtown Pinguins | 3-2 (TB) (1-1, 1-1, 0-0, 0-0, 1-0) | Ducs d'Angers | Eisarena Bremerhaven 3 025 spectateurs |

| Feuille de match | Feuille de match                                                                             | Feuille de match     | Feuille de match                                                               | Feuille de match                                                    |
| ---------------- | -------------------------------------------------------------------------------------------- | -------------------- | ------------------------------------------------------------------------------ | ------------------------------------------------------------------- |
|                  | Bombis (Stokowski) — 1 min 44 s - Dronia (Bombis) — 38 min 47 s (SN) McPherson — 65 min (TB) | 1-0 1-1 1-2 2-2 3-2  | - Thillet (Campbell) — 17 min 3 s Cambell (Crowder, Bisaillon) — 36 min 46 s - | Arbitrage : Péter Gebei Danny Kurmann Roman Kaderli Henrik Pihlblad |
| Benjamin Meisner | Gardiens                                                                                     | Jean-Sébastien Aubin |                                                                                | Arbitrage : Péter Gebei Danny Kurmann Roman Kaderli Henrik Pihlblad |
| 24 min           | Pénalités                                                                                    | 16 min               |                                                                                | Arbitrage : Péter Gebei Danny Kurmann Roman Kaderli Henrik Pihlblad |
| 22               | Tirs                                                                                         | 32                   |                                                                                | Arbitrage : Péter Gebei Danny Kurmann Roman Kaderli Henrik Pihlblad |

| Clt   | Équipe             | PJ | V | VP | D | DP | BP | BC | Diff | Pts |
| ----- | ------------------ | -- | - | -- | - | -- | -- | -- | ---- | --- |
| +001, | HK Nioman Hrodna   | 3  | 2 | 1  | 0 | 0  | 15 | 5  | +10  | 8   |
| +002, | Fischtown Pinguins | 3  | 1 | 1  | 1 | 0  | 10 | 12 | -2   | 5   |
| +003, | Ducs d'Angers      | 3  | 1 | 0  | 1 | 1  | 6  | 10 | -4   | 4   |
| +004, | HK Ertis Pavlodar  | 3  | 0 | 0  | 2 | 1  | 9  | 13 | -4   | 1   |

- Vainqueur de la Coupe continentale de hockey sur glace 2014-2015

### Meilleurs joueurs
- Meilleur gardien de but : Maksim Samankov (HK Nioman Hrodna)
- Meilleur défenseur : Andrei Korshunov (HK Nioman Hrodna)
- Meilleur attaquant : Timothy Miller (Fischtown Pinguins)
- Meilleur pointeur : Andrei Korshunov (HK Nioman Hrodna), 8 points (3 buts et 5 aide)